# Mixodiaptomus tatricus
Mixodiaptomus tatricus is een eenoogkreeftjessoort uit de familie van de Diaptomidae. De wetenschappelijke naam van de soort is voor het eerst geldig gepubliceerd in 1883 door Wierzejski.